# Yamaha MT-03
La Yamaha MT-03 è una motocicletta prodotta dalla casa motociclistica giapponese Yamaha dal 2006 al 2014 nella prima generazione e dal 2016 nella seconda.

## Storia e contesto

### Prima generazione (2006-2014)
La prima versione della MT-03 è stata presentata in anteprima al Salone di Parigi del 2003 per entrare in produzione più di due anni dopo; la sigla MT, che sta per Maximum Torque (ovvero "coppia massima"), sembrerebbe voler specificare che non è stata progettata per la ricerca della massima potenza o delle massime prestazioni in termini di velocità ma privilegiando la curva di erogazione della potenza e la relativa fluidità di marcia.
L'intento della casa costruttrice è quello di proporre una tipologia di motocicletta che rappresenti una sorta di ibrido tra una supermotard (una motocicletta da cross equipaggiata con pneumatici stradali) e una naked (motocicletta stradale privo di carenature) e che si rifaccia per aspetto estetico alla MT-01, grossa motocicletta stradale da 1700 cm³, anch'essa di produzione Yamaha.
Per raggiungere tale intento Yamaha propone un modello dotato di motore monocilindrico da 660 cm³ (lo stesso che equipaggia i modelli enduro e supermotard della serie XT) con manubrio largo tipico delle moto da fuoristrada ma con design, quote ciclistiche ed altezza della sella tipiche del segmento naked.
Il richiamo estetico alla MT-01 è dato anche dalla presenza di un grosso scarico conico sdoppiato di colore nero posto sotto la sella.

### Seconda Generazione (2016-)

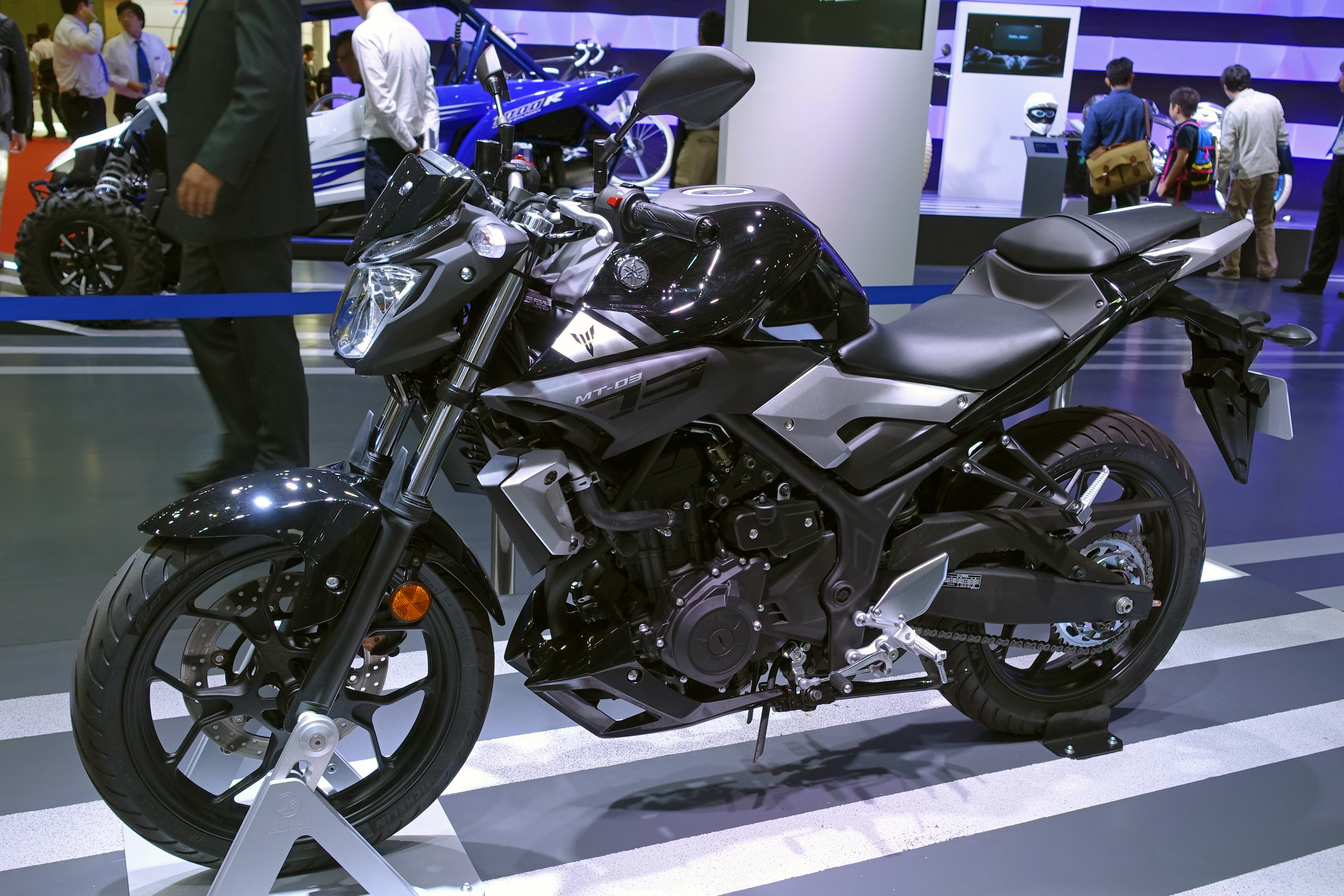
Yamaha MT-03 seconda generazione al Tokyo Motor Show del 2015

Nel novembre 2015 è stato presentato al pubblico dell'EICMA un nuovo modello completamente inedito della MT-03, che era uscita di produzione senza eredi nel 2014.
La nuova MT-03 è dotata di un propulsore bicilindrico con una cilindrata di 321 cm³, una potenza di 42 CV erogati a 10.750 giri/min e una coppia massima di 29,6 Nm a 9.000 giri/min; ha esordito sul mercato italiano ed europeo nel 2016. Motore, telaio e design sono fondamentalmente e completamente nuovi e diversi rispetto alla prima serie e a parte il nome, la MT-03 del 2016 non ha nulla in comune con la vecchia generazione.

#### Il restyling del 2020

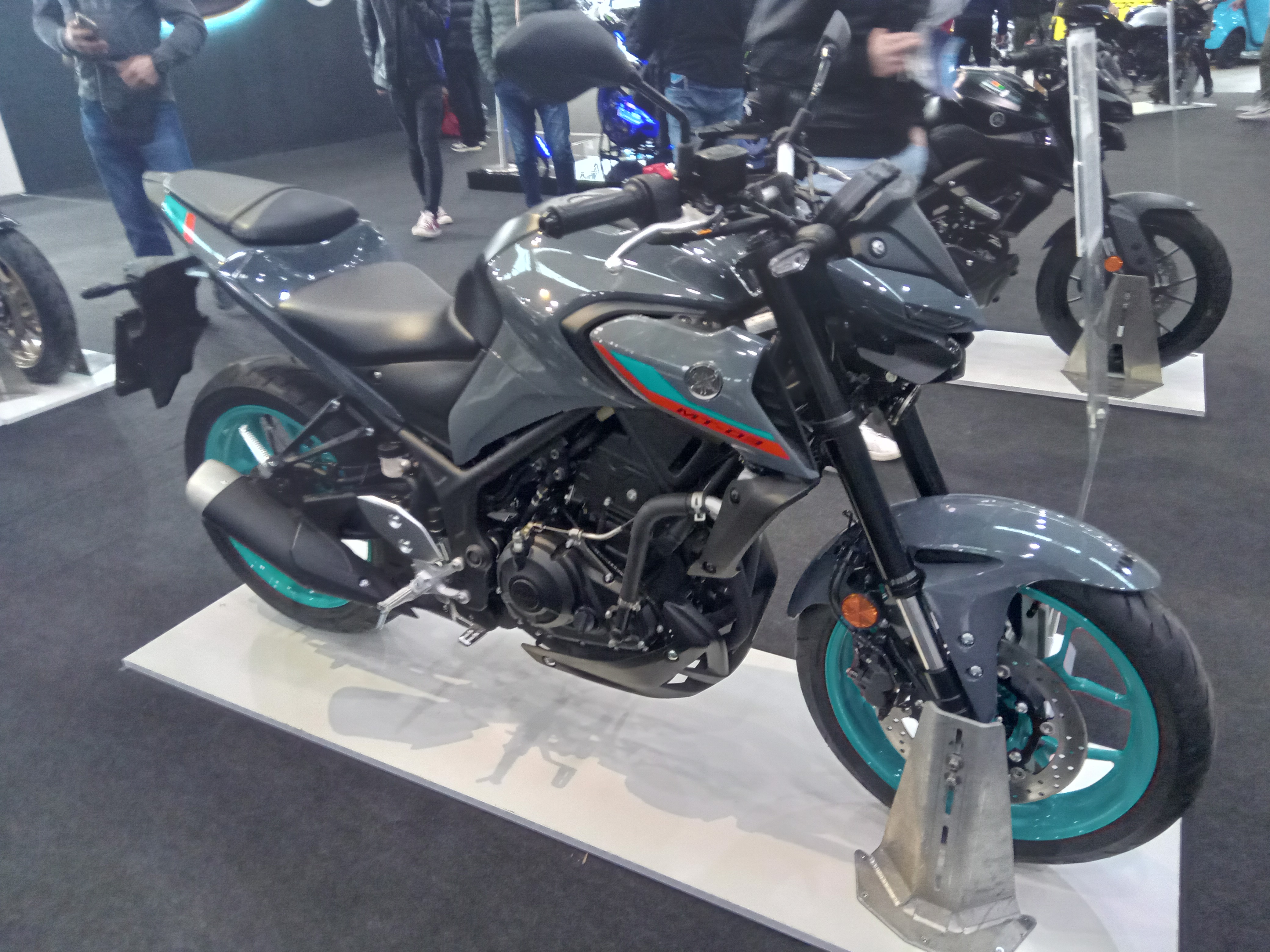
Restyling 2020

La moto alla fine del 2020 subisce un profondo restyling con vari cambiamenti dal punto di vista estetico; il gruppo ottico è profondamente cambiato, grazie all'introduzione del "twin-eye". Oltre al nuovo faro, la linea della nuova MT viene radicalmente cambiata dal nuovo serbatoio, che con linee più aggressive e decise rispetto al precedente.
Tuttavia questo restyling non ha portato solo cambiamenti del profilo estetico, infatti anche la ciclistica ha subito modifiche: per quanto riguarda il reparto sospensioni, c'è una nuova forcella KYB a steli rovesciati all'anteriore e, al posteriore, un ammortizzatore rivisto nel precarico ed estensione. Oltre al reparto sospensioni vi sono novità nell'impianto frenante, dove la precedente pinza assiale è stata sostituita da una pinza a doppio pistoncino con attacco radiale. La strumentazione è stata modernizzata con un nuovo display LCD.